# 5047 Zanda
5047 Zanda eller 1981 EO42 är en asteroid i huvudbältet som upptäcktes den 2 mars 1981 av den amerikanska astronomen Schelte J. Bus vid Siding Spring-observatoriet. Den är uppkallad efter Brigitte Zanda.
Asteroiden har en diameter på ungefär 6 kilometer.